# Aglymbus instriolatus
Aglymbus instriolatus är en skalbaggsart som beskrevs av Zimmermann 1923. Aglymbus instriolatus ingår i släktet Aglymbus och familjen dykare. Inga underarter finns listade i Catalogue of Life.